# SM the Ballad Vol. 2 – Breath
SM the Ballad Vol. 2 – Breath es el segundo EP del proyecto surcoreano SM The Ballad. Fue lanzado el 13 de febrero de 2014 con la canción «Breath» como sencillo principal.

## Antecedentes
Dos de las pistas están escritos en tres idiomas diferentes y tienen tres versiones, Coreano, Chino y japonés. «Breath» es la canción más fuertemente promovida y primera del EP, la versión coreana es cantada por Taeyeon y  Jonghyun; la versión en chino por Chen y Zhang Li Yin, mientras que la versión japonesa es cantada por  Max Changmin y Krystal. La otra canción menos promovida es «Blind», con las versiones coreanas y japonesas cantada por Yesung y grabado antes de su alistamiento militar. La versión china de «Blind» es cantada por Zhou Mi.
Taeyeon y Jonghyun hicieron el dueto de «Breath» versión coreana, el cual es el primer sencillo que se lanzó el 10 de febrero, con Jonghyun y Chen cantando «One Day» siendo lanzado el 11, y Taeyeon cantando en solitario «Set Me Free» que fue lanzado el 12. La versión en mandarín de «Set Me Free» por Zhang Li Yin fue lanzado exclusivamente en línea en Baidu el 13. El álbum completo fue lanzado el 13 de febrero de 2014.

## Promoción
Taeyeon y Jonghyun actuaron en M! Countdown por primera vez cantando «Breath» el 13 de febrero. En el siguiente día, Chen y Zhang Li Yin cantaron la versión china de esa canción en The Lantern Festival  de Hunan Television. La canción fue promocionada en varios programas de KBS como Music Bank, Music Core e Inkigayo en febrero.

## Lista de canciones

### Versión coreana
| CD  |                                                       |                    |          |  |
| N.º | Título                                                | Vocales            | Duración |  |
| 1.  | «Dear...»                                             |                    | 1:01     |  |
| 2.  | «숨소리 (Breath)»                                     | Taeyeon y Jonghyun | 4:37     |  |
| 3.  | «내 욕심이 많았다 (Blind)»                            | Yesung             | 3:56     |  |
| 4.  | «Set Me Free»                                         | Taeyeon            | 4:21     |  |
| 5.  | «하루 (A Day Without You)»                            | Jonghyun y Chen    | 3:36     |  |
| 6.  | «좋았던 건, 아팠던 건 (When I Was... When U Were...)» | Krystal y Chen     | 3:54     |  |

### Versión china
| CD  |                                          |                     |          |  |
| N.º | Título                                   | Vocales             | Duración |  |
| 1.  | «Dear...» (亲爱的…)                      |                     | 1:01     |  |
| 2.  | «呼吸 (Breath)»                          | Zhang Li Yin y Chen | 4:37     |  |
| 3.  | «太贪心 (Blind)»                         | Zhou Mi             | 3:56     |  |
| 4.  | «Set Me Free (放过我)» (Versión coreana) | Taeyeon             | 4:21     |  |
| 5.  | «一天 (A Day Without You)»               | Jonghyun y Chen     | 3:36     |  |
| 6.  | «回想 (When I Was... When U Were...)»    | Krystal y Chen      | 3:54     |  |

| Bonus Tracklist (Versión china) |                                       |              |          |  |
| N.º                             | Título                                | Vocales      | Duración |  |
| 1.                              | «Set Me Free (放过我)» (Chinese ver.) | Zhang Li Yin | 4:21     |  |

### Versión internacional deiTunes
| N.º | Título                                                | Vocales             | Duración |  |
| 1.  | «Dear...»                                             |                     | 1:01     |  |
| 2.  | «숨소리 (Breath)»                                     | Taeyeon y Jonghyun  | 4:37     |  |
| 3.  | «내 욕심이 많았다 (Blind)»                            | Yesung              | 3:56     |  |
| 4.  | «Set Me Free»                                         | Taeyeon             | 4:21     |  |
| 5.  | «하루 (A Day Without You)»                            | Jonghyun y Chen     | 3:36     |  |
| 6.  | «좋았던 건, 아팠던 건 (When I Was... When U Were...)» | Krystal y Chen      | 3:54     |  |
| 7.  | «Breath» (Japonés ver.)                               | Changmin y Krystal  | 4:37     |  |
| 8.  | «僕のせいだよ (Blind)» (Japonés ver.)                 | Yesung              | 3:56     |  |
| 9.  | «呼吸 (Breath)» (Chinese ver.)                        | Zhang Li Yin y Chen | 4:37     |  |
| 10. | «太贪心 (Blind)» (Chinese ver.)                       | Zhou Mi             | 3:56     |  |

## Gráficos

### Gráficos de sencillos
| Título                   | Posiciones | Posiciones |
| Título                   | KOR        | KOR        |
| Título                   | Gaon       | Billboard  |
| ------------------------ | ---------- | ---------- |
| «Breath»                 | 3          | 6          |
| «Blind»                  | 56         | —          |
| «Set Me Free»            | 18         | —          |
| «One Day»                | 8          | —          |
| «When I Was When U Were» | 31         | —          |

### Gráficos de álbumes
| Lista                     | Posición |
| ------------------------- | -------- |
| Gaon Weekly albums chart  | 1        |
| Gaon Monthly albums chart | 5        |
| Gaon Yearly albums chart  |          |

### Ventas y certificaciones
| Lista (2014)                                                     | Cantidad |
| ---------------------------------------------------------------- | -------- |
| Gaon ventas físicas (Versión coreana)                            | 41,506   |
| Gaon ventas físicas (Versión china)                              | 21,716   |
| Gaon ventas de descargas digitales de "Breath" (Versión coreana) | 464,673  |
| Gaon ventas de descargas digitales de "Breath" (Versión china)   | 19,290   |

## Créditos y personal
- Max Changmin - vocales
- Yesung - vocales
- Zhang Li Yin - vocales
- Taeyeon - vocales
- Zhou Mi - vocales
- Jonghyun - vocales
- Krystal - vocales
- Chen - vocales